# Soyuz T-5
Soyuz T-5 foi a primeira missão espacial sovíética à estação espacial Salyut 7, realizada entre maio e agosto de 1982.

## Tripulação
Lançados
| Posição           | Cosmonauta        | Duração          | Pousou na |
| ----------------- | ----------------- | ---------------- | --------- |
| Comandante        | Anatoli Berezovoy | 211d 09h 04m 33s | Soyuz T-7 |
| Engenheiro de voo | Valentin Lebedev  | 211d 09h 04m 33s | Soyuz T-7 |

Aterrissaram
| Posição             | Cosmonauta          | Duração        | Lançou na |
| ------------------- | ------------------- | -------------- | --------- |
| Comandante          | Leonid Popov        | 7d 21h 52m 24s | Soyuz T-7 |
| Engenheiro de voo 1 | Aleksandr Serebrov  | 7d 21h 52m 24s | Soyuz T-7 |
| Engenheira de voo 2 | Svetlana Savitskaya | 7d 21h 52m 24s | Soyuz T-7 |

## Parâmetros da Missão
- Massa: 6 850 kg
- Perigeu: 190 km
- Apogeu: 231 km
- Inclinação: 51.6°
- Período: 89.7 minutos

## Pontos altos da missão
O grupo Elbrus ejetou um rádio satélite amador de 28 kg pela saída de lixo da Salyut 7 em 17 de Maio. Os soviéticos chamaram isto de o primeiro lançamento de um satélite de comunicações de um veículo espacial tripulado. Isto foi feito antes do lançamento de dois grandes satélites geoestacionários pelo ônibus espacial, missão STS-5 em 16 de Novembro de 1982.
Em 25 de Maio, o grupo da Elbrus reorientou a Salyut 7 de modo que o final posterior do Progress apontasse para a Terra. Isto colocou a estação em um estabilização gravidade-gradiente. Lebedev escreveu em seu diário que os jatos de controle da altitude eram “muito barulhentos,” e que eles tinham um som parecido com o de “uma marreta atingindo um barril.” Na Salyut 7 durante a abertura da Progress 13, Lebedev disse, “Parece que nós estamos nos preparando para nos mudar ou que acabamos de nos mudar para um novo apartamento.”
No dia seguinte o grupo da Elbrus fechou a escotilha do compartimento de trabalho para o compartimento intermediário para que o TsUP pudesse bombear combustível da Progress 13 para a Salyut 7. O grupo monitorou a operação mas não teve grande participação ativa no processo. O dia 29 de maio foi gasto organizando os suprimentos. Ao mesmo tempo, da acordo com Lebedev, “no enchemos a nave de reabastecimento com o que nós não precisávamos e os prendemos com cordas. Quando eu entro na nave de reabastecimento, ela produz um som metálico, então quando separarmos tudo ela soará com uma banda de música.” A Progress 13 bombeou 300 litros de água a bordo em 31 de maio. Em 2 de Junho a Progress 13 abaixou a órbita da estação para 300 km para receber a Soyuz T-6.